# H2O – wystarczy kropla
H2O – wystarczy kropla (lub H2O – wystarczy kropla wody, H2O – Wystarczy kropla, a także H2O, wystarczy kropla, ang. H2O: Just Add Water, 2006–2010) – australijski serial telewizyjny wyprodukowany przy współpracy z Ten Network Australia, ZDF i ZDF Enterprisses.
W Polsce emitowany był z polskim dubbingiem na antenie kanału Jetix/Disney XD oraz Disney Channel (1 wersja dubbingowa), zaś od marca 2023 roku serial z nową wersją audio emitowany jest na kanałach Alfa TVP i TVP ABC.
W lipcu 2011 potwierdzono spin-off, którego tytuł brzmi Mako Mermaids: Syreny z Mako. Światowa premiera spin-offu odbyła się 26 lipca 2013 roku, a w Polsce 31 grudnia 2013 roku.

## Fabuła
Serial opowiada o trójce dziewczyn – Emmie Gilbert, Cleo Sertori i Rikki Chadwick, a później także Charlotte Watsford i Belli Hartley, które przypadkiem odkrywają magiczną jaskinię i nabywają zdolność przemiany w syrenę w 10 sekund po każdym kontakcie z wodą. Od tamtej pory ich życie bardzo się skomplikowało. Chcą utrzymać swoją tajemnicę w sekrecie, jednak nie zawsze im się to udaje. Dziewczynom pomaga kilku zaufanych chłopaków, jak Lewis, Zane i Will. Muszą również uważać podczas pełni, gdyż działanie Księżyca jest dla nich niebezpieczne. Akcja wszystkich odcinków rozgrywa się w mieście Gold Coast w Australii.

### Sezon 1
Trzy dziewczyny, Emma, Cleo i Rikki, przypadkiem trafiają na wyspę Mako, gdzie wpadają do jaskini. Okazuje się, że jedyną drogą powrotną jest nurkowanie pod jeziorkiem wulkanicznym („Księżycowe Jeziorko”). Gdy wchodzą do wody, nad jaskinią znajduje się księżyc w fazie pełni, a dziewczyny otacza światło. Nieświadome opuszczają jaskinię. Kolejnego dnia odkrywają, że po zetknięciu z wodą zamieniają się w syreny. Odkrywają również magiczne moce: Cleo – manipulacje wodą, Emma – zamrażanie, a Rikki – podgrzewanie wody. Postanawiają nikomu nie wyjawiać swojego sekretu, jednak przypadkiem o wszystkim dowiaduje się Lewis, on również postanawia zachować tajemnicę. Dziewczyny zmagają się z różnymi sytuacjami. Pomocą służy im również pani Chatham – była syrena. Ich wrogiem staje się dr Denman. Odkrywa ich sekret i więzi na wyspie Mako, jednak przy pomocy Zane’a i Lewisa udaje się uwolnić dziewczyny. Jednak dramat syren się nie kończy. Gdy dowiadują się, że jedynym sposobem jest oddanie mocy, decydują się na to, nieświadome, że utraciły ją tylko na 12 godzin. Później wszystko wraca do normy.

### Sezon 2
Dziewczyny, syreny trafiają na wyspę Mako podczas pełni i otrzymują nowe moce: Cleo – kontrola wiatru, Emma – kontrola pogody: chmur, śniegu i lodu, a Rikki – kontrola nad piorunami. Podobnie jak w serii 1 dziewczyny zmagają się z różnymi sytuacjami. Osobami, które znają sekret są: Lewis, Zane i pani Chatham. W mieście pojawia się nowa dziewczyna Charlotte. Gdy odkrywa Księżycowe Jeziorko, przemienia się w syrenę i otrzymuje wszystkie moce dziewczyn. Początkowo trzyma się z nimi, jednak gdy zaczyna działać przeciwko nim, te zaczynają ze sobą walczyć. Wszystko rozwiązuje się nad Jeziorkiem, podczas pełni – Charlotte zostaje pozbawiona mocy. Wszystko wraca do normy, a Emma wyjawia swój sekret Ashowi.

### Sezon 3
Emma wyjechała z rodziną zwiedzać świat. Jednak, przypadkiem okazuje się, że nowa dziewczyna, Bella, która przyjechała do miasta, również jest syreną, a jej mocą jest zamienianie wody w galaretkę i substancję krystaliczną. Dziewczyny zaprzyjaźniają się. Nowy chłopak, Will, odkrywając jaskinię na wyspie Mako, za cel stawia sobie odkrycie dziwnego zjawiska, jakie tam zachodzi. Gdy Will odkrywa sekret Belli, również postanawia go dotrzymać. Lewis wyjeżdża do Ameryki na stypendium. Dziewczyny ratują Ziemię przed zagładą, odbijają meteoryt, zmieniając tym samym kierunek jego lotu. Bella spotyka się z Willem, Lewis wraca, a Rikki polepszają się relacje z Zane’em.

## Obsada

### Główna obsada
| Postać          | Aktor         | Sezony      | Sezony      | Sezony      | Sezony      | Pierwszy odcinek | Ostatni odcinek | Odcinki |
| Postać          | Aktor         | 1           | 2           | 3           | 3           | Pierwszy odcinek | Ostatni odcinek | Odcinki |
| --------------- | ------------- | ----------- | ----------- | ----------- | ----------- | ---------------- | --------------- | ------- |
| Rikki Chadwick  | Cariba Heine  | Główna rola | Główna rola | Główna rola | Główna rola | „Metamorfoza”    | „Dyplom”        | 78      |
| Emma Gilbert    | Claire Holt   | Główna rola | Główna rola |             |             | „Metamorfoza”    | „Niepojęte”     | 51      |
| Cleo Sertori    | Phoebe Tonkin | Główna rola | Główna rola | Główna rola | Główna rola | „Metamorfoza”    | „Dyplom”        | 78      |
| Bella Hartley   | Indiana Evans |             |             | Główna rola | Główna rola | „Przebudzenie”   | „Dyplom”        | 26      |
| Lewis McCartney | Angus McLaren | Główna rola | Główna rola | Główna rola | Gościnnie   | „Metamorfoza”    | „Dyplom”        | 64      |
| Will Benjamin   | Luke Mitchell |             |             | Główna rola | Główna rola | „Przebudzenie”   | „Dyplom”        | 26      |

1. ↑  Nieobecna w 45 odcinku, chociaż widoczna w retrospekcji z odcinka 4.
2. ↑  W trzecim sezonie w roli głównej tylko w odcinkach 53-65. Pomimo nieobecności w 59 oraz 63 odcinku, zostaje wymieniony w głównej obsadzie. Gościnnie pojawia się w ostatnim (78) odcinku.

### Drugoplanowa obsada
- Burgess Abernethy – Zane Bennet
- Jamie Timony – Nate
- Cleo Massey – Kim Sertori
- Alan David Lee – Donald „Don” Sertori
- Christopher Poree – Byron (seria 1)
- Christine Amor – Louise Chatham (seria 1)
- Annabelle Stephenson – Miriam Kent (seria 1)
- Alice Hunter – Tiffany (seria 1)
- Deboarah Coulls – Bev Sertori (seria 1)
- Trent Sullivan – Elliot Gilbert (seria 1-2)
- Caroline Kennison – Lisa Gilbert (seria 1-2)
- Jared Robinsen – Neil Gilbert (seria 1-2)
- Brittany Byrnes – Charlotte Watsford (seria 2)
- Craig Horner – Ash (seria 2)
- Taryn Marler –
  - Młoda Julia (seria 2),
  - Sophie Benjamin (seria 3)
- Penni Gray – Samantha Roberts (seria 3)

### W pozostałych rolach
- Amrita Tarr – Młoda Julia Dove (seria 1)
- Brett Bellwood – Młody Carl (seria 1)
- Joss McWilliam – Harrison Bennett (seria 1)
- Lara Cox – Linda Denman (seria 1)
- Paul Bishop – Mitch (seria 1)
- Jade Paskins – Angela (seria 1)
- Teri Haddy – Młoda Louise Chatham (seria 1-2)
- Ashleigh Brewer – Młoda Gracie Watsford (seria 1-2)
- Ariu Lang Sio – Wilfred (seria 1-2)
- Andy McPhee – Terry Chadwick (seria 2)
- Tiffany Lamb – Anette Watsford (seria 2)
- Martin Vaughan – Max Hamilton (seria 2)
- Andrew Lees – Ryan (seria 3)
- Jamie Ellen Ewing – Młoda Bella (seria 3)
- Lucy Fry – studentka (ona sama) (seria 3)

## Piosenka tytułowa
Każdy odcinek rozpoczyna się czołówką z piosenką tytułową No Ordinary Girl napisaną przez Shelley Rosenberg. W pierwszym sezonie wykonywana jest przez Ellie Henderson, natomiast w drugim przez Kate Alexa, której piosenki zostały użyte w wielu odcinkach drugiej serii, a także na ścieżce dźwiękowej. Dodatkowo wersja piosenki tytułowej Kate zawiera przygrywkę oraz rozszerzoną pierwszą zwrotkę, ale skrócono zaś interwał pomiędzy pierwszą i drugą zwrotką. W trzecim sezonie piosenkę śpiewa Indiana Evans, a jej wersja jest coverem utworu Kate Alexy.
W pierwszej polskiej wersji dubbingowej piosenka śpiewana jest we wszystkich odcinkach przez Katarzynę Łaskę do podkładu muzycznego z pierwszej serii. W drugiej wersji dubbingowej piosenka tytułowa nie została przetłumaczona i została zachowana oryginalna ścieżka dźwiękowa w każdym z trzech sezonów.

## Wersja polska

### Wersja z dubbingiem

#### Pierwsza wersja (Jetix/Disney)
Opracowanie i udźwiękowienie wersji polskiej: na zlecenie Jetix (odc. 1-52) – Studio Eurocom (odc. 1-78)

Reżyseria:
- Tomasz Marzecki (odc. 1-39, 47-52),
- Wojciech Szymański (odc. 40-46, 53-78)

Dialogi:
- Hanna Górecka (odc. 1-5, 9-11, 14-26),
- Maciej Wysocki (odc. 6-8, 12-13, 35-39),
- Aleksandra Rojewska (odc. 27-34, 57-59, 63-65),
- Aleksandra Drzazga (odc. 40-52),
- Anna Wysocka (odc. 53-56, 60-62),
- Kamil Borek (odc. 66, 74, 78),
- Zbigniew Borek (odc. 67-72, 75-77),
- Kaja Sikorska (odc. 73)

Dźwięk i montaż:
- Krzysztof Podolski (odc. 1-26, 32-39),
- Jacek Gładkowski (odc. 27-31),
- Andrius Kalvis (odc. 40-52),
- Andrzej Kowal (odc. 53-78)

Kierownictwo produkcji:
- Marzena Omen-Wiśniewska (odc. 1-52),
- Berenika Wyrobek (odc. 53-65),
- Ewa Borek (odc. 66-78)

Udział wzięli:
- Joanna Pach –
  - Cleo Sertori,
  - Młoda Louise Chatham (odc. 23),
  - Dziewczynka (odc. 42)
- Katarzyna Łaska –
  - Emma Gilbert,
  - młoda Gracie (odc. 23)
- Krystyna Kozanecka –
  - Rikki Chadwick (odc. 1-52),
  - Młoda Julia (odc. 23),
  - Emma Gilbert (jedna kwestia – błąd dubbingu, odc. 38)
- Iwona Rulewicz –
  - Rikki Chadwick (odc. 53-78),
  - Pani Geddes (odc. 4-5),
  - Jedna z koleżanek Emmy (odc. 4)
- Modest Ruciński – Zane Bennett (odc. 1-2, 4, 6-7, 10-16, 18, 20-26, 29, 34, 37, 41, 44)
- Adrian Perdjon – Lewis McCartney
- Monika Wierzbicka –
  - Miriam Kent,
  - Pielęgniarka (odc. 17),
  - Dziewczyna, której Emma zrobiła zdjęcie (odc. 21)
- Dariusz Odija – Don Sertori (odc. 3, 5, 12, 14, 16-20, 24, 27, 30-33, 36, 39, 53-56, 59-61, 65, 67-69, 72-74, 76, 78)
- Anna Wiśniewska –
  - Kim Sertori (odc. 1-3, 5, 9, 12, 14, 16-17, 19, 27, 30-32, 36, 39, 41-42, 46-47, 51),
  - Amber (odc. 30, 40, 50),
  - Członkini przeciwnej drużyny (odc. 48)
- Mateusz Narloch –
  - Elliot Gilbert (odc. 5-7, 13, 17, 25, 28, 30, 35),
  - Motocyklista #2 (odc. 29),
  - Uczeń na zajęciach z karate (odc. 30)
- Hanna Kinder-Kiss –
  - Lisa Gilbert,
  - Chłopiec (odc. 10),
  - Pogodynka (odc. 27),
  - Matka Kylie (odc. 38)
- Joanna Węgrzynowska – Linda Denman (odc. 8, 25-26)
- Artur Kaczmarski –
  - Johnno (odc. 3),
  - Barry (odc. 9),
  - Sędzia na zawodach pływackich (odc. 11),
  - Prezenter radiowy (odc. 12)
- Grzegorz Drojewski –
  - Byron,
  - Jeden z surferów (odc. 53),
  - Kyle (odc. 56)
- Mirosława Krajewska –
  - Louise Chatham,
  - Urzędniczka stanu cywilnego (odc. 65)
- Paweł Szczesny –
  - Wilfred,
  - Jeden z wielbicieli Cleo (odc. 12),
  - Policjant (odc. 33),
  - Mieszkaniec wymyślonego domu Rikki (odc. 34),
  - Gus (odc. 35)
- Leszek Zduń –
  - Ryan Tate,
  - Mitch – trener delfinów (odc. 16, 19),
  - Jeden z uczestników zawodów wędkarskich (odc. 20),
  - Chłopak, któremu Emma zrobiła zdjęcie (odc. 21),
  - Karl (odc. 23)
- Ilona Kuśmierska – Miranda Holt (odc. 17)
- Zuzia Serwa – Angela Sertori (odc. 19)
- Robert Tondera –
  - Harrison Bennett,
  - Dziennikarz (odc. 3),
  - Reporter telewizyjny z lat 50. (odc. 21)
- Anna Gajewska –
  - Charlotte Watsford,
  - Samantha „Sam” Sertori (Roberts),
  - Sheryl (odc. 63)
- Cezary Kwieciński –
  - Nate,
  - Eddie (odc. 3),
  - Ochroniarz (odc. 8),
  - Jeden z ludzi Barry’ego (odc. 9),
  - Jeden z wielbicieli Cleo (odc. 12),
  - Dostawca owoców (odc. 15),
  - Uczeń (odc. 28)
- Wojtek Rotowski –
  - Billy (odc. 28),
  - Motocyklista #1 (odc. 29)
- Ewa Serwa –
  - Bev Sertori,
  - Jedna z koleżanek Emmy (odc. 4),
  - Babcia Emmy (odc. 7),
  - Spikerka na pokazie w zatoce delfinów (odc. 8),
  - Dziewczyna Barry’ego (odc. 9),
  - Jedna z uczestników zawodów wędkarskich (odc. 20),
  - Annette Watsford (odc. 32),
  - Pani Geddes (odc. 33)
- Sławomir Popek – Terry Chadwick (odc. 34, 37)
- Klaudiusz Kaufmann –
  - Ash Dove,
  - Laurie (odc. 33, 38)
- Kajetan Lewandowski –
  - Elliot Gilbert (odc. 42),
  - Chłopiec (odc. 42)
- Włodzimierz Bednarski – Max Hamilton (odc. 45, 47, 51-52)
- Ewa Kania – Annette Watsford (odc. 46)
- Wojciech Szymański –
  - Don Sertori (odc. 41-42, 44, 47-48, 51),
  - Robert Kent (odc. 63)
- Małgorzata Szymańska – Isabella „Bella” Hartley
- Tomasz Bednarek – Zane Bennett (odc. 53, 55-57, 59-60, 62-78)
- Adam Krylik – Will Benjamin
- Barbara Melzer – Kim Sertori (odc. 55-57, 59-61, 65, 67-70, 72-73, 75-76, 78)
- Jan Aleksandrowicz-Krasko – Laurie (odc. 55, 67, 76)
- Klementyna Umer – Sophie Benjamin
- Olga Bończyk – pani Taylor (odc. 58, 65, 72, 74, 78)
- Tomasz Marzecki –
  - Neil Gilbert,
  - Policja wodna (odc. 1),
  - Pan Hendrix – bosman (odc. 13),
  - Jeden z uczestników zawodów wędkarskich (odc. 20),
  - Ojciec chłopca (odc. 33)
- Aleksandra Rojewska –
  - Tiffany,
  - Jedna z koleżanek Emmy (odc. 4),
  - Candy (odc. 7, 22),
  - Emily Chan (odc. 22)
- Anna Apostolakis –
  - Ciocia Thea (odc. 7),
  - Pani Scarf (odc. 48),
  - Trenerka przeciwnej drużyny (odc. 48),
  - Annette Watsford (odc. 50)
- Janusz Wituch –
  - Dostawca chleba (odc. 15),
  - Jeden z chłopaków grających z Miriam w bilard (odc. 16),
  - Profesor Gorman (odc. 17),
  - Jeden z uczestników zawodów wędkarskich (odc. 20),
  - Pan Hancock (odc. 21),
  - George Chan (odc. 22),
  - Jubiler (odc. 23),
  - Jeden z ludzi doktor Denman (odc. 26)
- Jarosław Domin – Greg (odc. 25-26)
- Artur Pontek –
  - Jeden z surferów (odc. 53),
  - Corey (odc. 56)
- Tomasz Jarosz – Chris (odc. 64)
- Zbigniew Borek – Wspólnik Chrisa (odc. 64)
- Weronika Łukaszewska

i inni
Piosenkę tytułową śpiewała: Katarzyna Łaska
Lektor:
- Tomasz Marzecki (odc. 1-39, 47-52),
- Janusz Rymkiewicz (odc. 40-46),
- Stefan Knothe (odc. 53-78)

#### Druga wersja (Amazon Prime Video/Netflix/TVP)
Produkcja dubbingu: Tercja Studios

Reżyseria: Paweł Żwan

Tłumaczenie i dialogi:
- Paweł Żwan (odc. 1-26),
- Aleksandra Lis (odc. 27-78)

Kierownictwo produkcji: Paweł Żwan

Nagrania i realizacja dźwięku: Mikołaj Mikołajewski

Edycja nagrań:
- Mateusz Korzeniecki (odc. 1-26),
- Mikołaj Mikołajewski (odc. 27-78)

Obsada:
- Joanna Rybka – 
  - Emma Gilbert,
  - Młoda Louise Chatam (odc. 21, 23)
- Katarzyna Domalewska – 
  - Cleo Sertori,
  - Gracie (odc. 23)
- Joanna Niemczyk – 
  - Rikki Chadwick,
  - Julia (odc. 23)
- Mateusz Feliński – Lewis McCartney
- Piotr Witkowski – Zane Bennett
- Bartosz Sołtysiak – Nate
- Patrycja Teterycz – Kim Sertori
- Tomasz Przysiężny –
  - Wilfred,
  - Johnno (odc. 3),
  - Profesor Gorman (odc. 17)
- Hanna Łubieńska –
  - Tifanny,
  - Zawodniczka #1 (odc. 48),
  - Erica (odc. 59),
  - Susie (odc. 72)
- Jacek Labijak –
  - Neil Gilbert,
  - Rybak (odc. 21),
  - Max Hamilton (odc. 45, 47, 51-52),
  - Rob (odc. 63),
  - Spiker (odc. 76)
- Małgorzata Brajner – 
  - Lisa Gilbert,
  - Pani Webster (odc. 65)
- Hanna Nowakowska – Miriam Kent
- Karol Szałapski – Byron
- Piotr Łukawski – Don Sertori
- Rafał Ostrowski –
  - Harrison Bennett,
  - Eddie (odc. 3),
  - Barry Rollins (odc. 9),
  - Sprzedawca chleba (odc. 15),
  - Jubiler (odc. 23),
  - Laurie (odc. 33, 38, 55-56, 67, 76),
  - Sędzia (odc. 48),
  - Steve (odc. 64)
- Tomasz Pionk – 
  - Elliot Gilbert,
  - Corey (odc. 56),
  - Dustin (odc. 63)
- Laura Haras –
  - Louise Chatam,
  - Pani Geddes (odc. 4-5, 33),
  - Thea Gilbert (odc. 7),
  - Doktor Miranda Holt (odc. 17),
  - Annette (odc. 32, 46, 50)
- Małgorzata Hewitt – Bev Sertori
- Mikołaj Mikołajewski – 
  - Ash Dove,
  - Lenny McCartney (odc. 6),
  - Dziennikarz (odc. 21)
- Aleksandra Lis –
  - Candy (odc. 7, 22),
  - Doktor Linda Denman (odc. 8, 25-26),
  - Dziewczyna Barry’ego (odc. 9),
  - Pielęgniarka (odc. 17),
  - Prezenterka (odc. 27),
  - Matka (odc. 38),
  - Dziewczyna (odc. 40),
  - Pani Scarf (odc. 48)
- Paweł Mielewczyk – Mitch – trener delfinów (odc. 16, 19)
- Alicja Reszczyńska – Angela (odc. 19)
- Piotr Gulbierz – George Chan (odc. 22)
- Tomasz Kobiela – 
  - Karl (odc. 23),
  - Chris (odc. 64)
- Bogdan Smagacki –
  - Greg (odc. 25-26),
  - Policjant (odc. 33),
  - Humphries (odc. 34),
  - Gus (odc. 35)
- Aleksandra Ludwikowska – Charlotte
- Artur Blanik –
  - Billy (odc. 28),
  - Ollie (odc. 33),
  - Chłopak (odc. 42),
  - Kyle (odc. 56),
  - Marlon (odc. 63)
- Krzysztof Grabowski – Terry Chadwick (odc. 34, 37)
- Antonina Formella –
  - Dziewczyna (odc. 38),
  - Dziewczyna (odc. 42)
- Joanna Pasternak – 
  - Sophie Benjamin,
  - Amber (odc. 40, 50)
- Monika Kijek – Zawodniczka #2 (odc. 48)
- Kacper Kubryński – 
  - Ryan,
  - Chłopak (odc. 49),
  - Surfer #1 (odc. 53)
- Barbara Lamprecht – Isabel „Bella” Hartley
- Szymon Wiraszka – Will Benjamin
- Błażej Chorobiński – Surfer #2 (odc. 53)
- Justyna Kacprzycka – Samantha „Sam” Sertori (Roberts)
- Aleksander Żwan –
  - Chłopiec (odc. 56),
  - Horacy (odc. 76)
- Małgorzata Musiała – pani Taylor (odc. 58, 65, 72, 74, 78)
- Judyta Wenda – Sheryl (odc. 63)

i inni

### Filmy telewizyjne
Wersja polska: na zlecenie Telewizji Puls - Studio Akme

Tekst: Grzegorz Szymer

Czytał: Maciej Gudowski

### Odcinek specjalny
Wersja polska: dla Media Service Zawada - DubbFilm Studio

Tekst: Joanna Klimkiewicz

Czytał: Paweł Bukrewicz

## Lista odcinków
| Sezon | Sezon             | Odcinki           | Premierowa emisja Network Ten (serie 1-2)/ Nickelodeon (seria 3) | Premierowa emisja Network Ten (serie 1-2)/ Nickelodeon (seria 3) | Premierowa emisja Jetix (odc. 1-52)/ Disney XD (odc. 53-75)/ Disney Channel (odc. 76-78) | Premierowa emisja Jetix (odc. 1-52)/ Disney XD (odc. 53-75)/ Disney Channel (odc. 76-78) |
| Sezon | Sezon             | Odcinki           | Premiera                                                         | Finał                                                            | Premiera                                                                                 | Finał                                                                                    |
| ----- | ----------------- | ----------------- | ---------------------------------------------------------------- | ---------------------------------------------------------------- | ---------------------------------------------------------------------------------------- | ---------------------------------------------------------------------------------------- |
|       | 1                 | 26                | 7 lipca 2006 (AUS)                                               | 29 grudnia 2006 (AUS)                                            | 8 września 2007                                                                          | 13 października 2007                                                                     |
|       | 2                 | 26                | 28 września 2007 (AUS)                                           | 21 marca 2008 (AUS)                                              | 8 marca 2008                                                                             | 27 września 2008                                                                         |
|       | Odcinek specjalny | Odcinek specjalny | 25 października 2009 (UK)                                        | 25 października 2009 (UK)                                        | wrzesień 2011 (DVD)                                                                      | wrzesień 2011 (DVD)                                                                      |
|       | 3                 | 26                | 26 października 2009 (UK)                                        | 16 kwietnia 2010 (UK)                                            | 27 marca 2010                                                                            | 3 grudnia 2010                                                                           |

## Emisja w Polsce
W Polsce serial pojawił się na kanale Jetix. Premierowa emisja rozpoczęła się 8 września i zakończyła 13 października 2007 roku, a odcinki były emitowane (począwszy od soboty) w piątek (po jednym odcinku), sobotę i niedzielę (po dwa odcinki). Po wyemitowaniu pierwszej serii rozpoczęto emisję powtórkową. Niespełna 5 miesięcy później, 8 marca 2008 serial zawitał z nowymi odcinkami. Premierowo wyemitowano połowę drugiego sezonu, czyli 13 odcinków, kończąc emisję 27 marca 2008 roku. Po tym czasie ponownie puszczano odc. 1-39. Emisja powtórkowa trwała do września, kiedy to od 6 do 27 września rozpoczęto premierową emisję odcinków 40-52, emitując tym samym cały drugi sezon. Od tamtej pory emitowano powtórki pierwszych dwóch serii, aż do 18 września 2009, kiedy to kanał Jetix miał swój ostatni dzień emisji. Został on bowiem zastąpiony przez Disney XD, który początkowo nie emitował serialu.
H2O powróciło do emisji dopiero 1 marca 2010, jednakże odcinki nie były nadawane po kolei. 8 marca wyemitowano ostatnie dwa odcinki pierwszej serii, a dzień później rozpoczęto nadawanie drugiej, aż do 26 marca 2010 roku. Tym razem odcinki puszczane były po kolei. Następnego dnia (27 marca) Disney XD wyemitował pilot 3 sezonu, mimo wcześniejszych zapowiedzi, że zrobi to 5 kwietnia 2010. Premierowa emisja trwała do 25 czerwca 2010, kończąc emisję na 75 odcinku serialu i tym samym zostawiając trzy ostatnie odcinki bez emisji. Po tym czasie rozpoczęto emisję powtórkową, która trwała do 31 sierpnia 2010 roku.
1 września 2010 serial został przeniesiony do siostrzanego kanału Disney XD – Disney Channel, emitując tylko odcinki trzeciej serii (początkowo tylko 53-75). Trzy ostatnie odcinki (pominięte przez Disney XD) zostały wyemitowane 3 grudnia 2010 roku, kończąc tym samym premierową emisję serialu. W kolejnych miesiącach powtarzano jedynie odcinki trzeciego sezonu. Dopiero 2 stycznia 2012 do emisji dołączono pierwszy i drugi sezon. Wtedy to powtórkowo nadawano cały serial, jednak jedynie w dwóch-trzech turach. Po pewnym czasie powrócono do powtórek tylko 3 serii, do czasu, aż ostatecznie zaprzestano nadawania serialu.
W dniach 24 i 31 marca oraz 7 kwietnia 2012 na kanale TV Puls premierowo były emitowane filmy stworzone poprzez połączenie scen z niektórych odcinków poszczególnych sezonów, tworząc spójną, krótką fabułę. Filmy zostały również wyemitowane w lutym 2015, październiku 2016 oraz lutym 2018 roku przez stację Puls 2.
16 lutego 2015 roku serial powrócił do emisji na kanale Disney Channel. Nadawany był codziennie po dwa odcinki ok. godz. 12:00 i 17:00. Od 11 maja 2015 roku emitowano tylko trzy odcinki w ciągu dnia. Wielokrotnie wyemitowano wszystkie trzy sezony, a emisja trwała do 31 maja 2015 roku. Dnia 26 czerwca 2017 roku stacja Disney Channel wznowiła emisję serialu od pierwszego odcinka. Do 31 sierpnia wyemitowano 49 odcinków, po czym rozpoczęto emisję serialu od drugiego odcinka o innej porze. Epizody emitowano od poniedziałku do piątku w okolicach godz. 8:00 po dwa dziennie. Do 13 października wyemitowano 59 odcinków (pomijając przy tym emisję 1, 23 i 26 odcinka), emisję wstrzymano, a serial zdjęto z anteny. Zastąpiono go innym (Czarodziejami z Waverly Place), mimo iż oficjalnie w programie telewizyjnym zrobiono to dopiero 3 listopada 2017 roku.
Od 16 grudnia 2017 roku odcinki 1-52 były udostępniane na platformie Amazon Prime Video Polska w oryginalnej wersji audio, a od 26 grudnia 2018 roku można je było oglądać z nową wersją dubbingową. Z czasem serial zniknął z platformy, a w międzyczasie, od dnia 18 maja 2018 roku, pierwsze dwa sezony, również z nową wersją audio, pojawiły się na platformie Netflix Polska pod lekko zmienionym tytułem: H2O, wystarczy kropla. Dnia 25 września 2020 roku serial powrócił na Amazon Prime Video Polska, z drugim i trzecim sezonem, do którego również powstała nowa wersja dubbingowa, a pierwsza seria ponownie została dodana 17 listopada 2020 roku. Trzeci sezon na Netflix Polska został dodany 1 maja 2021 roku.
Od 8 marca 2023 roku serial emitowany jest przez Alfa TVP, zaś od 30 czerwca 2023 roku przez TVP ABC pod tytułem, który wcześniej został zmodyfikowany przez Netflix. Na obydwu kanałach emisja odbywa się z nową wersją dubbingową.

## Multimedia wydane w Polsce

### DVD
Kolekcja Filmowa H2O wydawana przez Media Service Zawada. Każda płyta zawiera 3 odcinki serialu z polskim dubbingiem. Pierwsza, druga i trzecia seria zawierają 9 płyt DVD w formacie PAL.
| Nazwa                                                | Data wydania         | Odcinki                                                                             |
| ---------------------------------------------------- | -------------------- | ----------------------------------------------------------------------------------- |
| H2O: Wystarczy kropla: Seria Pierwsza: Płyta 1       | 31 lipca 2009        | 1. „Metamorfoza”, 2. „Przyjęcie nad basenem”, 3. „Połów dnia"                       |
| H2O: Wystarczy kropla: Seria Pierwsza: Płyta 2       | 8 września 2009      | 4. „Przyjęcie”, 5. „Konkurs”, 6. „Młodzieńcza miłość"                               |
| H2O: Wystarczy kropla: Seria Pierwsza: Płyta 3       | 13 października 2009 | 7. „Księżycowe zaklęcie”, 8. „Sprawa Denman”, 9. „Niebezpieczne wody"               |
| H2O: Wystarczy kropla: Seria Pierwsza: Płyta 4       | 1 grudnia 2009       | 10. „Kamera nie kłamie”, 11. „Raz na wodzie, raz pod wodą”, 12. „Efekt Syreny"      |
| H2O: Wystarczy kropla: Seria Pierwsza: Płyta 5       | 11 lutego 2010       | 13. „Wrak”, 14. „Niespodzianka”, 15. „Powiało chłodem"                              |
| H2O: Wystarczy kropla: Seria Pierwsza: Płyta 6       | 27 marca 2010        | 16. „Chory z miłości”, 17. „Choroba”, 18. „Wschód złego księżyca"                   |
| H2O: Wystarczy kropla: Seria Pierwsza: Płyta 7       | 15 maja 2010         | 19. „Huragan Angela”, 20. „Przynęta”, 21. „Fałszywy trop"                           |
| H2O: Wystarczy kropla: Seria Pierwsza: Płyta 8       | 1 lipca 2010         | 22. „Jak ryba bez wody”, 23. „W otchłani”, 24. „Eliksir miłości"                    |
| H2O: Wystarczy kropla: Seria Pierwsza-Druga: Płyta 9 | 14 sierpnia 2010     | 25. „Niebezpieczna doktor”, 26. „Nieoczekiwany zwrot akcji”, 27. „Sztormowa pogoda" |
| H2O: Wystarczy kropla: Seria Druga: Płyta 10         | 28 września 2010     | 28. „Kontrola”, 29. „Ten, który odszedł”, 30. „Lód i ogień"                         |
| H2O: Wystarczy kropla: Seria Druga: Płyta 11         | 9 listopada 2010     | 31. „Hokus-Pokus”, 32. „Kuchenka pod ciśnieniem”, 33. „W gorącej wodzie"            |
| H2O: Wystarczy kropla: Seria Druga: Płyta 12         | 21 grudnia 2010      | 34. „Na manowcach”, 35. „Jazda konna”, 36. „Stracona szansa"                        |
| H2O: Wystarczy kropla: Seria Druga: Płyta 13         | 1 lutego 2011        | 37. „Mierz siły na zamiary”, 38. „Rybia gorączka”, 39. „Księżycowy spacer"          |
| H2O: Wystarczy kropla: Seria Druga: Płyta 14         | 15 marca 2011        | 40. „Zejdź mi z ogona”, 41. „Urok”, 42. „Podwójne kłopoty"                          |
| H2O: Wystarczy kropla: Seria Druga: Płyta 15         | 26 kwietnia 2011     | 43. „Magia księżyca”, 44. „Gorąca konfrontacja”, 45. „Kod Gracie (cz. 1)”           |
| H2O: Wystarczy kropla: Seria Druga: Płyta 16         | 7 czerwca 2011       | 46. „Kod Gracie (cz. 2)”, 47. „Ta czwarta”, 48. „Problemy i ciężka praca"           |
| H2O: Wystarczy kropla: Seria Druga: Płyta 17         | 16 lipca 2011        | 49. „Nieostrożna”, 50. „Cztery to już tłum”, 51. „Zmiana"                           |
| H2O: Wystarczy kropla: Seria Druga-Trzecia: Płyta 18 | 18 sierpnia 2011     | 52. „Niepojęte”, 53. „Przebudzenie”, 54. „Misja w dżungli"                          |
| H2O: Wystarczy kropla: Odcinek specjalny             | Wrzesień 2011        | Odcinek specjalny: „Tajemnice planu filmowego. Narodziny magii, trików i syren!”    |
| H2O: Wystarczy kropla: Seria Trzecia: Płyta 19       | 5 października 2011  | 55. „Nie igraj z losem”, 56. „Walentynki”, 57. „Wspaniałe pomysły"                  |
| H2O: Wystarczy kropla: Seria Trzecia: Płyta 20       | 26 listopada 2011    | 58. „Sekrety i kłamstwa”, 59. „Rodzinne szczęście”, 60. „Porwanie"                  |
| H2O: Wystarczy kropla: Seria Trzecia: Płyta 21       | 20 stycznia 2012     | 61. „Uczennica czarnoksiężnika”, 62. „Ujawniony sekret”, 63. „Dobra kumpela"        |
| H2O: Wystarczy kropla: Seria Trzecia: Płyta 22       | 16 marca 2012        | 64. „Zbrodnia i kara”, 65. „Życiowe decyzje”, 66. „Podwodna magia"                  |
| H2O: Wystarczy kropla: Seria Trzecia: Płyta 23       | 11 maja 2012         | 67. „Koncert”, 68. „Nieznana siła”, 69. „Magnetyczna zagadka"                       |
| H2O: Wystarczy kropla: Seria Trzecia: Płyta 24       | 6 lipca 2012         | 70. „W stronę światła”, 71. „Zerwanie”, 72. „Wielka pani kierownik"                 |
| H2O: Wystarczy kropla: Seria Trzecia: Płyta 25       | 9 września 2012      | 73. „Złodzieje klejnotów”, 74. „Poskramianie macki”, 75. „Impreza"                  |
| H2O: Wystarczy kropla: Seria Trzecia: Płyta 26       | 9 listopada 2012     | 76. „Niebezpiecznie blisko”, 77. „Randka z przeznaczeniem”, 78. „Dyplom"            |

### Magazyn
W Polsce wydawany był magazyn H2O – wystarczy kropla na łamach wydawnictwa Media Service Zawada z częstotliwością dwumiesięczną. Ponadto pojawiały się wydania specjalne.

### Gadżety
W Polsce są dostępne lalki, kredki, plecaki szkolne, zeszyty z H2O.

### Książki
Lista książek wydanych przez wydawnictwo Media Service Zawada:
- Na podstawie pierwszych czternastu odcinków serialu:

1. Metamorfoza – 19 marca 2009
2. Przyjęcie nad basenem – 21 maja 2009
3. Złapana w sieć – 23 lipca 2009
4. Pechowa Impreza – 19 września 2009
5. Konkurs – 19 listopada 2009
6. Zakochany Elliot – 28 stycznia 2010
7. Księżycowe zaklęcie – 1 kwietnia 2010
8. Prawdziwa przyjaźń – 12 czerwca 2010
9. Niebezpieczne wody – 5 sierpnia 2010
10. Kamera nie kłamie – 9 października 2010
11. Raz na wodzie, raz pod wodą – 4 grudnia 2010
12. Efekt Syreny – 14 lutego 2011
13. Wrak – 18 kwietnia 2011
14. Niespodzianka – 27 czerwca 2011

- Pozostałe:

1. Serial bez tajemnic – 2010
2. Ona i on, czyli sekrety par – 2011

## Nagrody i nominacje

### Nagrody
- 2008, Nickelodeon Kids’ Choice Awards – najlepszy serial telewizyjny[27]
- 2009, Logie Award – najlepszy serial telewizyjny dla dzieci[28]

### Nominacje
- 2007, Logie Award – najlepszy serial telewizyjny dla dzieci[29]
- 2007, Nickelodeon Kids’ Choice Awards – najlepszy serial telewizyjny[30]
- 2008, Logie Award – najlepszy serial telewizyjny dla dzieci[31]
- 2009, Nickelodeon Kids’ Choice Awards – najlepszy serial telewizyjny[32]